# Mikan No Uta
Mikan No Uta è il quinto singolo dei Sex Machineguns edito dalla Toshiba-EMI
pubblicato il 21 aprile del 1999.

## Tracce
1. Mikan No Uta (Live)-4:16
2. Illusion City-3:44
3. Illusion City (Karaoke)-3:44